# 伊戈爾·塞姆紹夫
伊戈爾·塞姆紹夫（俄语：Игорь Петрович Семшов，1978年4月6日—）是俄羅斯的一位足球運動員。在場上司職中場。他也代表俄羅斯國家足球隊參賽。